# Southfield (Míchigan)
Southfield es una ciudad situada en el condado de Oakland, Míchigan, Estados Unidos. Tiene una población estimada, a mediados de 2022, de 75 431 habitantes.
Es un suburbio de la ciudad de Detroit, ubicado a unos 25 kilómetros del centro de la ciudad.
Con una población diurna cercana a los 175 000 habitantes, 2 500 000 m² de espacio para oficinas, más de 10 000 comercios y más de 100 empresas “Fortune 500”, es uno de los centros de negocios más importante de Míchigan.

## Geografía
Según la Oficina del Censo de los Estados Unidos, la ciudad tiene una superficie total de 68.01 km², de los cuales 68.00 km² corresponden a tierra firme y 0.01 km² están cubiertos de agua.

## Demografía

### Censo de 2020
Según el censo de 2020, en ese momento la ciudad tenía una población de 76 618 habitantes. La densidad de población era de 1126.74 hab./km².
| Raza                   | Núm.   | Porc.   |
| ---------------------- | ------ | ------- |
| Afroamericanos         | 53 984 | 70.46%  |
| Blancos                | 16 389 | 21.39%  |
| Amerindios             | 154    | 0.20%   |
| Asiáticos              | 1810   | 2.36%   |
| Isleños del Pacífico   | 35     | 0.05%   |
| De otras razas         | 999    | 1.30%   |
| De una mezcla de razas | 3247   | 4.24%   |
| Total                  | 76 618 | 100.00% |

Del total de la población, el 2.23% eran hispanos o latinos de cualquier raza.

### Censo de 2010
Según el censo de 2010, en ese momento la ciudad tenía una población de 71 739 habitantes. La densidad de población era de 1053.98 hab./km². El 70.3% de los habitantes eran afroamericanos, el 24.92% eran blancos, el 0.2% eran amerindios, el 1.72% eran asiáticos, el 0.02% eran isleños del Pacífico, el 0.45% eran de otras razas y el 2.39% eran de una mezcla de razas. Del total de la población, el 1.33% eran hispanos o latinos de cualquier raza.